# Old Bailey
El Tribunal Penal Central de Inglaterra y Gales, comúnmente conocido como el Old Bailey por la calle en que se encuentra, es un tribunal de Londres y uno de una serie de edificios que albergan el Tribunal de la Corona. Una parte del edificio actual ocupa parte del sitio de la cárcel medieval de Newgate, en Old Bailey, una calle que sigue la línea amurallada de Londres que se extiende desde la colina de Ludgate a la unión de Newgate Street y Holborn Viaduct.
El Tribunal de la Corona que se encuentra en el Tribunal Penal Central se encarga de importantes casos criminales de Londres y, en casos excepcionales, de otras partes de Inglaterra y de Gales. Los juicios en el Old Bailey, como en otros tribunales, están abiertos al público, aunque con sujeción a procedimientos de seguridad estrictos.

## El edificio y su historia

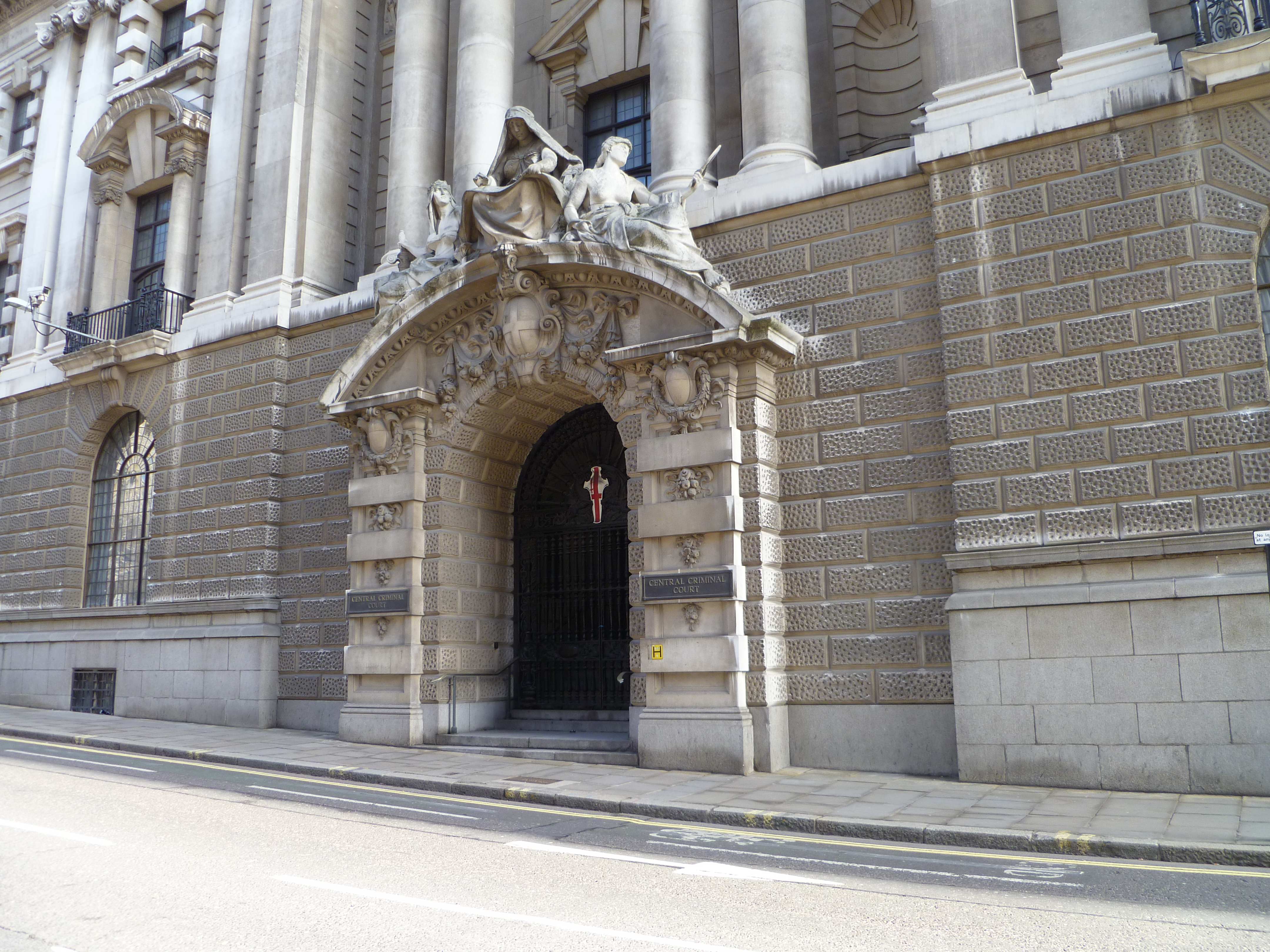
Puerta de entrada al Old Bailey.

La corte se originó como la casa de sesiones del señor Alcalde y Alguacil de la ciudad de Londres y de Middlesex. La corte medieval original fue mencionada por primera vez en 1585, junto a la antigua prisión de Newgate, y parece haber surgido de la remodelación para mejorar la cárcel de Newgate y habitaciones para los alguaciles, posible gracias a un regalo de sir Richard Whittington. Fue destruida en el Gran Incendio de Londres de 1666 y luego reconstruida en 1674, con la corte abierta a la intemperie para evitar la propagación de enfermedades.
En 1734 fue reformado, adjuntándose la corte y reduciendo la influencia de los espectadores: esto llevó a los brotes de tifus, en particular en 1750, cuando sesenta personas murieron, entre ellos el alcalde y dos jueces. Fue reconstruida de nuevo en 1774 y una segunda sala de audiencias se añadió en 1824. Más de 100.000 juicios penales se llevaron a cabo en el Old Bailey entre 1674-1834.
En 1834, fue rebautizado como Tribunal Penal Central y su jurisdicción se extendía más allá de Londres y Middlesex, a la totalidad de la jurisdicción inglesa para el juicio de los casos más importantes. El Servicio de Juzgados y Tribunales de Su Majestad gestiona los tribunales y administra los juicios, pero el edificio es propiedad y está gestionado por la ciudad de Londres, que financia el edificio, el funcionamiento, el personal y el mantenimiento de sus propios recursos.
La corte fue originalmente concebida como el lugar donde fueran juzgados sólo delincuentes acusados de delitos cometidos en la ciudad y Middlesex. Sin embargo, en 1856, hubo rechazo público a las acusaciones contra el doctor William Palmer, un envenenador y asesino. Esto dio lugar a temores de que no podía recibir un juicio justo en su Staffordshire nativo. La Ley sobre el Tribunal Penal Central de 1856 se aprobó para que el juicio que se celebrará en el Old Bailey.
En el siglo XIX, el Old Bailey era un pequeño patio adyacente a la prisión de Newgate. El condenado era llevado a lo largo de Paseo de la Muerte entre la prisión y el tribunal, y muchos fueron enterrados en el propio paseo. Grandes multitudes alborotadas se reunían y apedreaban a los condenados con frutas, verduras y piedras. En 1807, 28 personas murieron aplastadas después del vuelco de un puesto de venta de pasteles. Un túnel secreto fue creado posteriormente entre la prisión y la Iglesia del Santo Sepulcro , para permitir que al sacerdote ministrar al hombre condenado sin tener que abrirse paso entre la multitud.
El edificio actual data de 1902, pero fue inaugurado oficialmente el 27 de febrero de 1907. Fue diseñado por Edward William Mountford y construido en el sitio de la infame prisión de Newgate, que fue demolida para permitir que se construyeran los nuevos edificios judiciales. Por encima de la entrada principal se inscribe la admonición: «Defender los hijos de los pobres y sancionar al culpable». El rey Eduardo VII abrió el palacio de justicia.

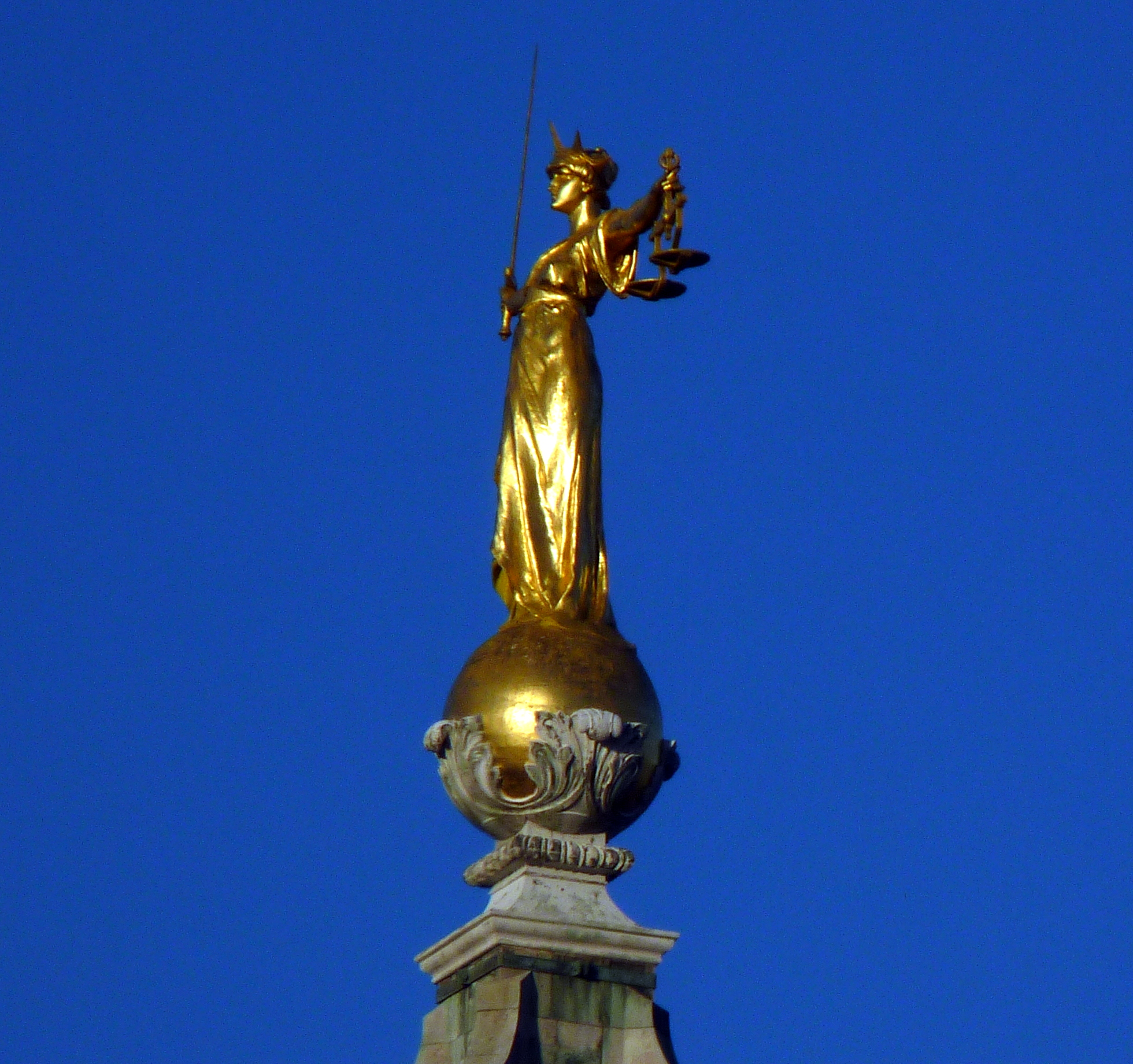
Estatua de la Dama de la Justicia.

En la cúpula sobre el tribunal se encuentra una estatua de bronce de la Dama de la Justicia, realizada por el escultor británico FW Pomeroy. Ella sostiene una espada en la mano derecha y la balanza de la justicia en la izquierda. La estatua se supone popular para mostrar justicia ciega, sin embargo, la escultura no tiene los ojos vendados: los folletos del tribunal explican que esto se debe a que la Dama de la Justicia originalmente no tenía los ojos vendados, y porque su "forma de doncella" se supone que debe garantizar su imparcialidad lo que hace que la venda de los ojos redundante.
Durante el Blitz, el Old Bailey fue bombardeado y severamente dañado, pero los trabajos de reconstrucción restauraron la mayor parte en la década de 1950. En 1952, el Gran Salón del Tribunal Central Penal fue reabierto. El interior de la Gran Salón (debajo de la cúpula) está decorado con pinturas de conmemoración del bombardeo, así como escenas cuasi-históricas de la catedral de San Pablo. Corriendo por toda la sala hay una serie de axiomas, algunos referencias bíblicas.
El Gran Salón (y el suelo debajo de ella) también está decorado con muchos bustos y estatuas, principalmente de los monarcas británicos, pero también de figuras legales, y aquellos que alcanzaron renombre por su campaña para la mejora de las condiciones carcelarias en los siglos XVIII y XIX. Esta parte del edificio también alberga las oficinas de los escribientes.
La planta baja alberga también una exposición de menor importancia en la historia del Old Bailey y Newgate con objetos históricos de la prisión.
En 1973, el IRA Provisional hizo explotar un coche bomba en la calle fuera de los tribunales, y un trozo de cristal se conserva como un recordatorio, incrustado en la pared en la parte superior de la escalera principal.
Entre 1968 y 1972 un nuevo bloque sur diseñado por los arquitectos Donald McMorran y George Whitby, fue construido para dar cabida a tribunales más modernos. Actualmente hay 18 tribunales en uso. El tribunal 19 ahora se utiliza indistintamente como un centro de prensa de desbordamiento, como una sala de registro de los miembros del jurado de primer día o como un área de espera para servir a los miembros del jurado.
Las puertas ceremoniales originales de la parte del edificio que data de 1907 sólo son utilizadas por el alcalde y la realeza. La entrada general al edificio se encuentra a pocos metros de la calle en el bloque sur y, a menudo se presenta como un telón de fondo en las noticias de televisión. También hay una entrada trasera independiente, no abierta al público, que permite un acceso más discreto. En la Plaza Warwick, en el lado oeste del complejo, esta la "Entrada del Señor Alcalde".
Un vestigio de la muralla de la ciudad se conserva en el sótano debajo de las celdas.

## Jueces

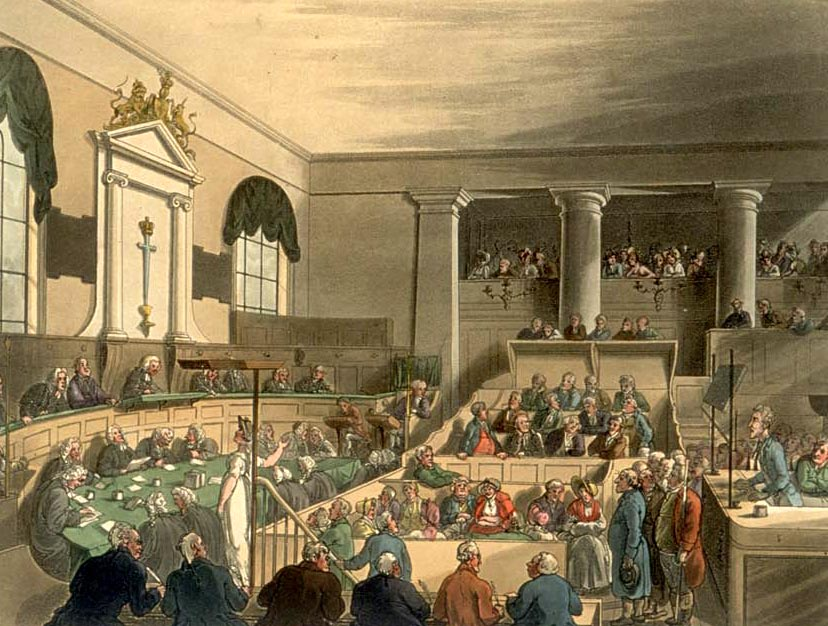
Un viejo juicio en Old Bailey, 1808.

Todos los jueces que se asientan en Old Bailey se tratan como "Mi Lord" o "Mi Lady" ya sean de alta Corte, Jueces de Circuito o registradores. El Alcalde de la ciudad de Londres y los concejales de la ciudad de Londres tienen derecho a sentarse en el banco de los jueces en una audiencia pero no para participar en las audiencias. Por tradición, el juez se sienta ligeramente fuera del centro en caso de que el alcalde decide entrar; si lo hiciese tomaría la silla central.
El juez permanente más antiguo del Tribunal Penal Central tiene el título de Registrador de Londres, y su diputado tiene el título de Sargento Común de Londres. La posición del Registrador de Londres es distinta de la del registrador, que es una oficina judicial a tiempo parcial, los titulares de las cuales se sientan a tiempo parcial como jueces del Tribunal de la Corona o de los tribunales de condado. Algunos de los abogados penalistas de más alto rango en el país se sientan como grabadores en el Tribunal Penal Central.

## Rol civil

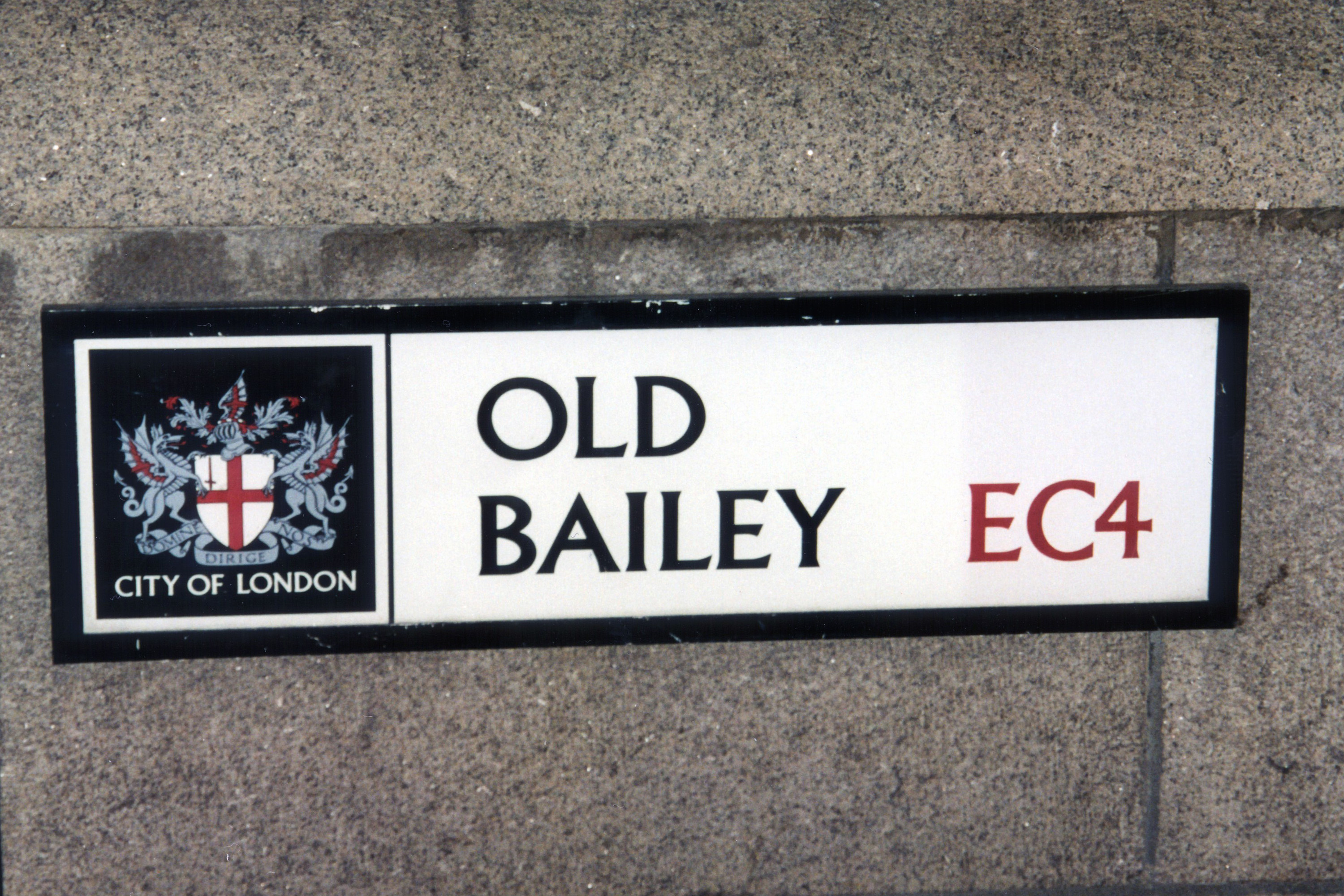

El palacio de justicia se originó como parte del sistema de justicia de la ciudad de Londres, y lo sigue siendo. El Registrador y el Sargento Común son oficiales de la ciudad, así como el Registrador es un miembro del Consejo Comunal, porque él también es un miembro del Tribunal de Concejales. Los Alguaciles de la Ciudad y el alcalde son magistrados allí, pero su jurisdicción es ahora nominal. Los Alguaciles son residentes con los jueces de alto nivel en el complejo. En la primera sala del tribunal, hay varios bancos reservados para el comité de Bridge House Estates, que es el actual propietario del edificio.